# Emmanuel Gaillard
Emmanuel Gaillard (n. 1 ianuarie 1952, Chambéry, Savoie, Franța – d. 1 aprilie 2021, Paris, Métropole du Grand Paris, Franța) a fost un avocat francez specializat în domeniul arbitrajului internațional și profesor de drept. A fondat și a condus practica internațională de arbitraj a firmei internaționale de avocatură Shearman & Sterling și deseori a acționat ca arbitru în arbitraje comerciale sau de investiții internaționale.

## Studii
Gaillard a studiat dreptul la Universitatea Panthéon-Assas (D.E.A. în drept privat, 1976; D.E.A. în drept penal, 1977) unde a scris și teza de doctor în drept în 1981. El a obținut "Agrégation des Facultés de Droit" în 1982. Emmanuel Gaillard a fost admis la baroul din Paris în 1977.